# Mok Sau Hei
Mok Sau Hei (* 24. Januar 1941) ist ein ehemaliger Radrennfahrer aus Hongkong.

## Sportliche Laufbahn
Mok Sau Hei war im Straßenradsport aktiv. Er war Teilnehmer der Olympischen Sommerspiele 1964 in Tokio. Das Straßenrennen beendete er nicht. Im Mannschaftszeitfahren kam der Vierer aus Hongkong mit Chow Kwong Choi, Chow Kwong Man, Mok Sau Hei und Michael Watson auf den 30. Platz.